# COVID-19 e povos indígenas no Brasil

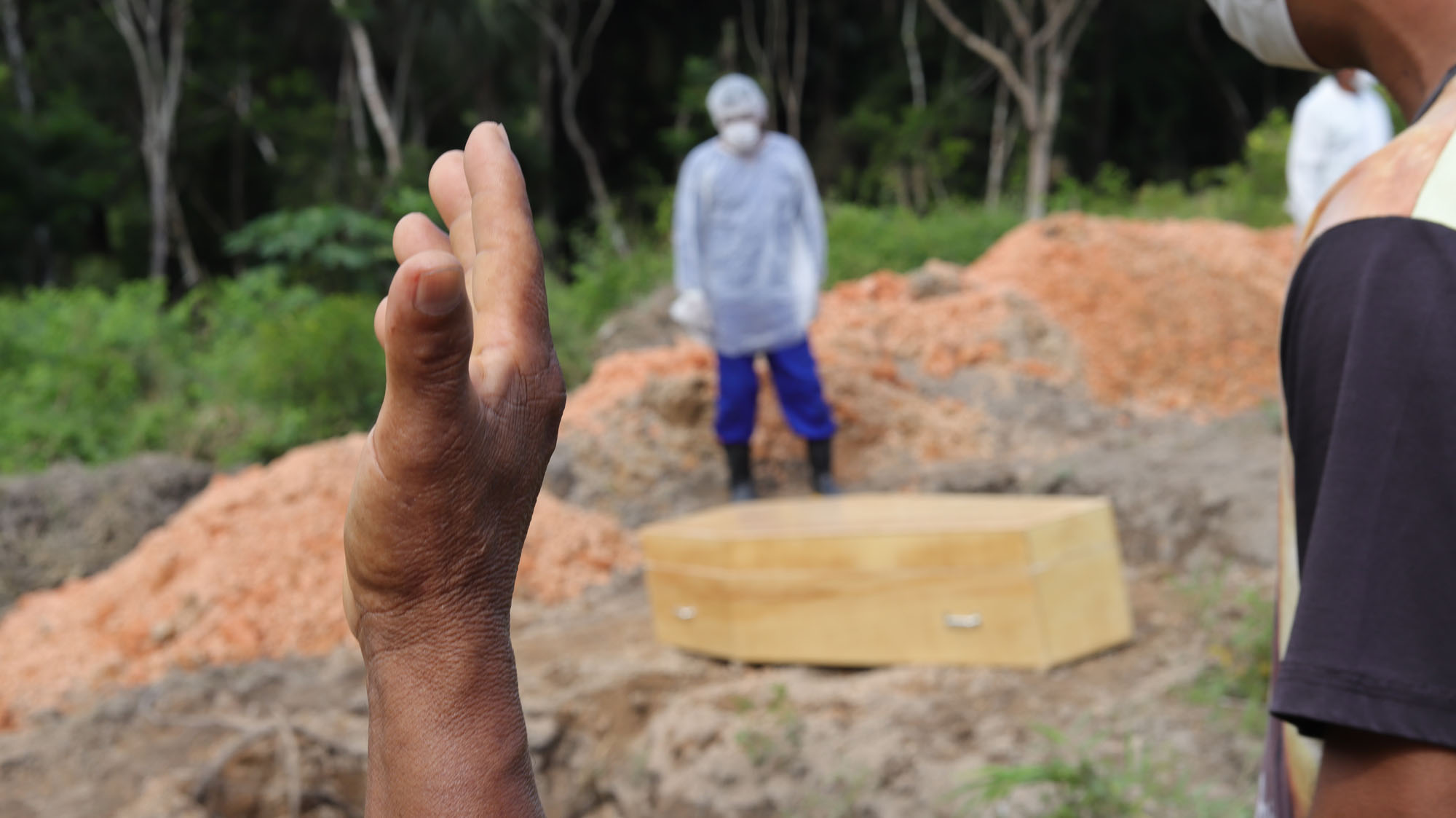
Enterro de indígenas mortos pela Covid-19 em São Gabriel da Cachoeira no cemitério Parque da Saudade

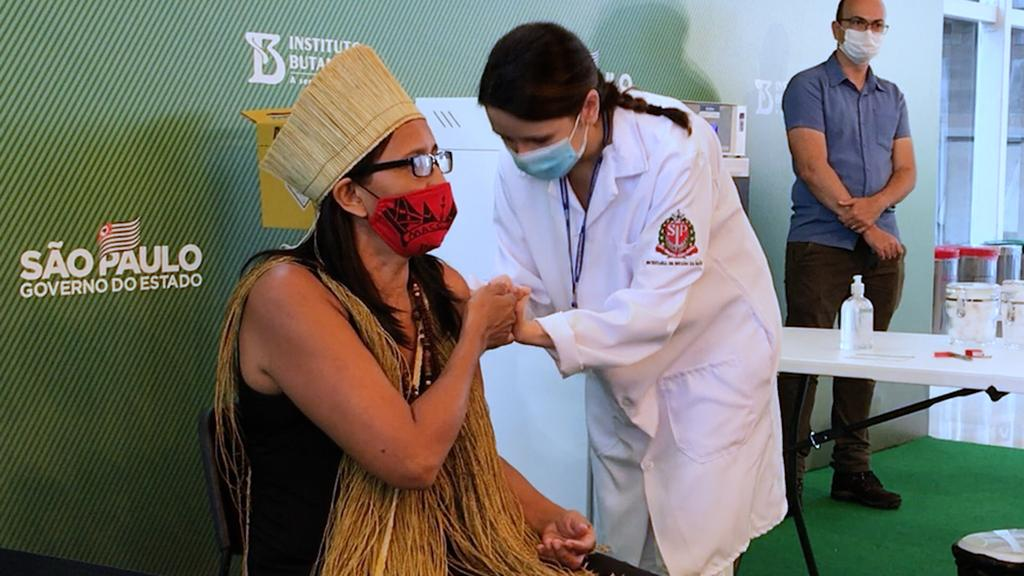
Vanuzia Costa Santos foi a primeira indígena vacinada no país.

Diversos levantamentos de dados sobre a COVID-19 e povos indígenas no Brasil foram produzidos por instituições vinculadas a estes povos. A atuação do governo Jair Bolsonaro foi descrita como um genocídio. Em agosto de 2020, havia no país um total de 652 indígenas mortos e ao menos 23.453 infectados. Em abril de 2021, o número de mortes alcançou 1 039, e mais de 52 mil indígenas foram infectados.
A Secretaria Especial de Saúde Indígena reconhece que os povos indígenas são mais vulneráveis a viroses, especialmente a infecções respiratórias como a covid-19.

## Impactos
Alguns dos impactos nos povos indígenas são a morte dos anciãos, o risco das mulheres indígenas não retornarem aos estudos e o possível aumento dos casos de gravidez na adolescência. Até abril de 2021, o número de mortes alcançou 1 039, e mais de 52 mil indígenas foram infectados.

### Genocídio
Para alguns pesquisadores, a atuação do governo Bolsonaro em relação aos povos indígenas e povo preto já pode ser descrita como um genocídio, pois existiu a intenção de aumento da taxa de morte entre essa população por parte do Estado. Esta intenção pode ser evidenciada por um esvaziamento das medidas de proteção aos povos, enfraquecimento dos órgãos de apoio e fiscalização, os recorrentes discursos depreciativos a esses povos por parte do governo, o veto a leis de demarcação de terras indígenas, os extensos e numerosos incêndios florestais em 2020, assim como a falta de medidas eficientes baseadas na ciência para combater a COVID-19.
O Governo Federal é o principal agente transmissor do vírus entre os povos indígenas. A omissão na construção de ações eficazes de enfrentamento a pandemia, a negligência na proteção dos trabalhadores e usuários do Subsistema de Saúde Indígena e a construção de políticas que favorecem a invasão dos territórios indígenas são os principais fatores desse contexto de violações.— Articulação dos Povos Indígenas do Brasil (APIB) 